# Skilanglauf-Weltcup 2004/05
Der Skilanglauf-Weltcup 2004/05 war eine von der FIS organisierte Wettkampfserie, die am 23. Oktober 2004 in Düsseldorf begann und am 20. März 2005 in Falun endete.

## Männer

### Podestplätze Männer
| Datum                                                                         | Austragungsort                   | Disziplin                  | Sieger                                                                               | Zweiter                                                                       | Dritter                                                                            | Gelbes Trikot  |
| ----------------------------------------------------------------------------- | -------------------------------- | -------------------------- | ------------------------------------------------------------------------------------ | ----------------------------------------------------------------------------- | ---------------------------------------------------------------------------------- | -------------- |
| 23.10.2004                                                                    | Düsseldorf                       | Sprint Freistil            | Peter Larsson                                                                        | Tor Arne Hetland                                                              | Cristian Zorzi                                                                     | Peter Larsson  |
| 24.10.2004                                                                    | Düsseldorf                       | Teamsprint Freistil        | Norwegen IHåvard Bjerkeli Tor Arne Hetland                                           | Deutschland ITobias Angerer Axel Teichmann                                    | Deutschland IIIToni Lang Andreas Stitzl                                            | Peter Larsson  |
| 20.11.2004                                                                    | Gällivare (Ersatz für Östersund) | 15 km klassisch            | Axel Teichmann                                                                       | René Sommerfeldt                                                              | Wassili Rotschew                                                                   | Axel Teichmann |
| 21.11.2004                                                                    | Gällivare (Ersatz für Östersund) | 4 × 10 km Staffel          | DeutschlandJens Filbrich Tobias Angerer René Sommerfeldt Axel Teichmann              | Italien IGiorgio Di Centa Fulvio Valbusa Pietro Piller Cottrer Cristian Zorzi | FrankreichChristophe Perrillat Vincent Vittoz Emmanuel Jonnier Benoît Chauvet      | Axel Teichmann |
| 27.11.2004                                                                    | Kuusamo                          | 15 km Freistil             | Vincent Vittoz                                                                       | Axel Teichmann                                                                | Giorgio Di Centa                                                                   | Axel Teichmann |
| 28.11.2004                                                                    | Kuusamo                          | 15 km klassisch            | Axel Teichmann                                                                       | Wassili Rotschew                                                              | René Sommerfeldt                                                                   | Axel Teichmann |
| 04.12.2004                                                                    | Bern                             | Sprint Freistil            | Tor Arne Hetland                                                                     | Thobias Fredriksson                                                           | Johan Kjølstad                                                                     | Axel Teichmann |
| 05.12.2004                                                                    | Bern                             | Teamsprint Freistil        | Russland IIwan Alypow Wassili Rotschew                                               | Norwegen IJens Arne Svartedal Tor Arne Hetland                                | Italien IRenato Pasini Cristian Zorzi                                              | Axel Teichmann |
| 11.12.2004                                                                    | Lago di Tesero                   | 30 km Skiathlon            | Axel Teichmann                                                                       | Jens Filbrich                                                                 | Vincent Vittoz                                                                     | Axel Teichmann |
| 12.12.2004                                                                    | Lago di Tesero                   | 4 × 10 km Staffel          | Norwegen IJens Arne Svartedal Odd-Bjørn Hjelmeset Frode Estil Tore Ruud Hofstad      | Italien IGiorgio Di Centa Fulvio Valbusa Pietro Piller Cottrer Cristian Zorzi | FrankreichChristophe Perrillat Vincent Vittoz Emmanuel Jonnier Alexandre Rousselet | Axel Teichmann |
| 14.12.2004                                                                    | Asiago                           | Sprint klassisch           | Jens Arne Svartedal                                                                  | Tor Arne Hetland                                                              | Björn Lind                                                                         | Axel Teichmann |
| 15.12.2004                                                                    | Asiago                           | Teamsprint klassisch       | Norwegen IJens Arne Svartedal Tor Arne Hetland                                       | Russland INikolai Pankratow Wassili Rotschew                                  | Norwegen IITrond Iversen Børre Næss                                                | Axel Teichmann |
| 18.12.2004                                                                    | Ramsau                           | 30 km Freistil Massenstart | Vincent Vittoz                                                                       | Anders Södergren                                                              | Axel Teichmann                                                                     | Axel Teichmann |
| 08.01.2005                                                                    | Otepää                           | 15 km klassisch            | Andrus Veerpalu                                                                      | Frode Estil                                                                   | Jaak Mae                                                                           | Axel Teichmann |
| 15.01.2005                                                                    | Nové Město                       | 15 km Freistil             | Vincent Vittoz                                                                       | Christian Hoffmann                                                            | Tobias Angerer                                                                     | Axel Teichmann |
| 16.01.2005                                                                    | Nové Město (Ersatz für Prag)     | Sprint Freistil            | Johan Kjølstad                                                                       | Freddy Schwienbacher                                                          | Björn Lind                                                                         | Axel Teichmann |
| 22.01.2005                                                                    | Pragelato                        | 30 km Skiathlon            | Lukáš Bauer                                                                          | Mathias Fredriksson                                                           | Kristen Skjeldal                                                                   | Axel Teichmann |
| 23.01.2005                                                                    | Pragelato                        | Teamsprint klassisch       | Deutschland IJens Filbrich Axel Teichmann                                            | Schweden Thobias Fredriksson Björn Lind                                       | Deutschland IIRené Sommerfeldt Andreas Schlütter                                   | Axel Teichmann |
| 12.02.2005                                                                    | Reit im Winkl                    | 15 km Freistil             | Martin Bajčičák                                                                      | Giorgio Di Centa                                                              | Christian Hoffmann                                                                 | Axel Teichmann |
| 13.02.2005                                                                    | Reit im Winkl                    | Sprint klassisch           | Eldar Rønning                                                                        | Odd-Bjørn Hjelmeset                                                           | Janusz Krężelok                                                                    | Axel Teichmann |
| 16. bis 27. Februar 2005 – 45. Nordische Skiweltmeisterschaften in Oberstdorf |                                  |                            |                                                                                      |                                                                               |                                                                                    | Axel Teichmann |
| 05.03.2005                                                                    | Lahti (Ersatz für Otepää)        | Sprint klassisch           | Børre Næss                                                                           | Tor Arne Hetland                                                              | Eldar Rønning                                                                      | Axel Teichmann |
| 06.03.2005                                                                    | Lahti                            | 15 km Freistil             | Lukáš Bauer                                                                          | Christian Hoffmann                                                            | Thomas Moriggl                                                                     | Axel Teichmann |
| 09.03.2005                                                                    | Drammen                          | Sprint klassisch           | Tor Arne Hetland                                                                     | Eldar Rønning                                                                 | Børre Næss                                                                         | Axel Teichmann |
| 12.03.2005                                                                    | Oslo                             | 50 km klassisch            | Andrus Veerpalu                                                                      | Jens Filbrich                                                                 | Odd-Bjørn Hjelmeset                                                                | Axel Teichmann |
| 16.03.2005                                                                    | Göteborg                         | Sprint Freistil            | Trond Iversen                                                                        | Keijo Kurttila                                                                | Ola Vigen Hattestad                                                                | Axel Teichmann |
| 19.03.2005                                                                    | Falun                            | 30 km Skiathlon            | Jewgeni Dementjew                                                                    | Tobias Angerer                                                                | Martin Bajčičák                                                                    | Axel Teichmann |
| 20.03.2005                                                                    | Falun                            | 4 × 10 km Staffel          | Norwegen IJens Arne Svartedal Odd-Bjørn Hjelmeset Kristen Skjeldal Tore Ruud Hofstad | ItalienRoland Clara Valerio Checchi Pietro Piller Cottrer Giorgio Di Centa    | Schweden IThobias Fredriksson Niklas Karlsson Anders Södergren Mathias Fredriksson | Axel Teichmann |

### Verlauf Disziplinweltcups

#### Sprint
| Datum                                              | Ort           | Disziplin        | Rennsieger          | Rotes Trikot     |
| -------------------------------------------------- | ------------- | ---------------- | ------------------- | ---------------- |
| 23.10.2004                                         | Düsseldorf    | Sprint Freistil  | Peter Larsson       | Peter Larsson    |
| 04.12.2004                                         | Bern          | Sprint Freistil  | Tor Arne Hetland    | Tor Arne Hetland |
| 14.12.2004                                         | Asiago        | Sprint klassisch | Jens Arne Svartedal | Tor Arne Hetland |
| 16.01.2005                                         | Nové Město    | Sprint Freistil  | Johan Kjølstad      | Tor Arne Hetland |
| 13.02.2005                                         | Reit im Winkl | Sprint klassisch | Eldar Rønning       | Tor Arne Hetland |
| 45. Nordische Skiweltmeisterschaften in Oberstdorf |               |                  |                     | Tor Arne Hetland |
| 05.03.2005                                         | Lahti         | Sprint klassisch | Børre Næss          | Tor Arne Hetland |
| 09.03.2005                                         | Drammen       | Sprint klassisch | Tor Arne Hetland    | Tor Arne Hetland |
| 16.03.2005                                         | Göteborg      | Sprint Freistil  | Trond Iversen       | Tor Arne Hetland |

#### Distanz
| Datum                                              | Ort            | Disziplin                  | Rennsieger        | Rotes Trikot   |
| -------------------------------------------------- | -------------- | -------------------------- | ----------------- | -------------- |
| 20.11.2004                                         | Gällivare      | 15 km klassisch            | Axel Teichmann    | Axel Teichmann |
| 27.11.2004                                         | Kuusamo        | 15 km Freistil             | Vincent Vittoz    | Axel Teichmann |
| 28.11.2004                                         | Kuusamo        | 15 km klassisch            | Axel Teichmann    | Axel Teichmann |
| 11.12.2004                                         | Lago di Tesero | 30 km Skiathlon            | Axel Teichmann    | Axel Teichmann |
| 18.12.2004                                         | Ramsau         | 30 km Freistil Massenstart | Vincent Vittoz    | Axel Teichmann |
| 08.01.2005                                         | Otepää         | 15 km klassisch            | Andrus Veerpalu   | Axel Teichmann |
| 15.01.2005                                         | Nové Město     | 15 km Freistil             | Vincent Vittoz    | Axel Teichmann |
| 22.01.2005                                         | Pragelato      | 30 km Skiathlon            | Lukáš Bauer       | Axel Teichmann |
| 12.02.2005                                         | Reit im Winkl  | 15 km Freistil             | Martin Bajčičák   | Axel Teichmann |
| 45. Nordische Skiweltmeisterschaften in Oberstdorf |                |                            |                   | Axel Teichmann |
| 06.03.2005                                         | Lahti          | 15 km Freistil             | Lukáš Bauer       | Axel Teichmann |
| 12.03.2005                                         | Oslo           | 50 km klassisch            | Andrus Veerpalu   | Axel Teichmann |
| 19.03.2005                                         | Falun          | 30 km Skiathlon            | Jewgeni Dementjew | Axel Teichmann |

### Weltcupstände Männer
| Rang | Name                  | Punkte |
| ---- | --------------------- | ------ |
| 1    | Axel Teichmann        | 584    |
| 2    | Vincent Vittoz        | 516    |
| 3    | Tor Arne Hetland      | 512    |
| 4    | Tobias Angerer        | 439    |
| 5    | René Sommerfeldt      | 374    |
| 6    | Mathias Fredriksson   | 374    |
| 7    | Jens Arne Svartedal   | 361    |
| 8    | Giorgio Di Centa      | 354    |
| 9    | Jewgeni Dementjew     | 351    |
| 10   | Eldar Rønning         | 349    |
| 11   | Jens Filbrich         | 320    |
| 12   | Lukáš Bauer           | 319    |
| 13   | Andrus Veerpalu       | 314    |
| 14   | Odd-Bjørn Hjelmeset   | 288    |
| 15   | Wassili Rotschew      | 287    |
| 16   | Martin Bajčičák       | 284    |
| 17   | Trond Iversen         | 281    |
| 18   | Thobias Fredriksson   | 277    |
| 19   | Børre Næss            | 265    |
| 20   | Björn Lind            | 255    |
| 21   | Cristian Zorzi        | 255    |
| 22   | Johan Kjølstad        | 243    |
| 23   | Christian Hoffmann    | 226    |
| 24   | Anders Södergren      | 218    |
| 25   | Frode Estil           | 214    |
| 26   | Kristen Skjeldal      | 209    |
| 27   | Freddy Schwienbacher  | 189    |
| 28   | Ola Vigen Hattestad   | 182    |
| 29   | Keijo Kurttila        | 171    |
| 30   | Jörgen Brink          | 149    |
| 31   | Mikael Östberg        | 148    |
| 32   | Andreas Schlütter     | 147    |
| 33   | Jaak Mae              | 144    |
| 34   | Anti Saarepuu         | 144    |
| 35   | Pietro Piller Cottrer | 140    |
| 36   | Janusz Krężelok       | 133    |
| 37   | Peter Larsson         | 131    |
| 38   | Nikolai Pankratow     | 131    |
| 39   | Valerio Checchi       | 130    |
| 40   | Christoph Eigenmann   | 123    |
| 41   | Renato Pasini         | 114    |
| 42   | Jiří Magál            | 107    |
| 43   | Thomas Moriggl        | 102    |
| 44   | Erkki Jallai          | 98     |
| 45   | Roddy Darragon        | 94     |
| 46   | Jari Joutsen          | 93     |
| 47   | Espen Harald Bjerke   | 92     |
| 48   | Tore Ruud Hofstad     | 92     |
| 49   | Fulvio Valbusa        | 89     |
| 50   | Lauri Pyykönen        | 87     |
| 51   | John Kristian Dahl    | 84     |
| 52   | Michail Botwinow      | 83     |
| 53   | Franz Göring          | 83     |

| Rang | Name                         | Punkte |
| ---- | ---------------------------- | ------ |
| 54   | Sjarhej Dalidowitsch         | 79     |
| 55   | Johan Olsson                 | 77     |
| 56   | Emmanuel Jonnier             | 75     |
| 57   | Juha Lallukka                | 74     |
| 58   | Fabio Santus                 | 74     |
| 59   | Martin Koukal                | 72     |
| 60   | Ivan Bátory                  | 70     |
| 61   | Priit Narusk                 | 70     |
| 62   | Dmitriy Egoshin              | 65     |
| 63   | Michail Iwanow               | 63     |
| 64   | Ole Einar Bjørndalen         | 62     |
| 65   | Remi Andersen                | 61     |
| 66   | Mats Larsson                 | 60     |
| 67   | Maxim Wylegschanin           | 56     |
| 68   | Tero Similä                  | 54     |
| 69   | Markus Hasler                | 54     |
| 70   | Roland Clara                 | 53     |
| 71   | Nikolai Tschebotko           | 53     |
| 72   | Iwan Alypow                  | 53     |
| 73   | Jan Egil Andresen            | 50     |
| 74   | Roland Diethard              | 45     |
| 75   | Alexander Legkow             | 45     |
| 76   | Yūichi Onda                  | 43     |
| 77   | Alexandre Rousselet          | 42     |
| 78   | Harald Wurm                  | 32     |
| 79   | Kris Freeman                 | 31     |
| 80   | Stig Rune Kveen              | 30     |
| 81   | Petter Myhlback              | 29     |
| 82   | Peter von Allmen             | 29     |
| 83   | Olli Ohtonen                 | 29     |
| 84   | Raman Wiralajnen             | 29     |
| 85   | Loris Frasnelli              | 28     |
| 86   | Anders Högberg               | 28     |
| 87   | Gion Andrea Bundi            | 27     |
| 88   | John Anders Gaustad          | 26     |
| 89   | Håvard Bjerkeli              | 26     |
| 90   | Roman Lejbjuk                | 25     |
| 91   | Maxim Odnodworzew            | 24     |
| 92   | Fredrik Östberg              | 24     |
| 93   | Lars Berger                  | 22     |
| 94   | Dušan Kožíšek                | 22     |
| 95   | Christophe Perrillat-Collomb | 22     |
| 96   | Cristian Saracco             | 22     |
| 97   | Devon Kershaw                | 20     |
| 98   | Krister Trondsen             | 20     |
| 99   | Fredrik Uusitalo             | 18     |
| 100  | Toni Lang                    | 18     |
| 101  | Ari Palolahti                | 18     |
| 102  | Arve Skåren                  | 17     |
| 103  | Tore Bjonviken               | 16     |
| 104  | Fabio Pasini                 | 16     |
| 105  | Kaspar Kokk                  | 15     |
| 106  | Milan Šperl                  | 15     |

| Rang | Name                    | Punkte |
| ---- | ----------------------- | ------ |
| 107  | Artjom Norin            | 15     |
| 108  | Lefteris Fafalis        | 14     |
| 109  | Christian Stebler       | 13     |
| 110  | Peeter Kümmel           | 13     |
| 111  | Victor Revin            | 13     |
| 112  | Sergei Nowikow          | 13     |
| 113  | Jean Marc Gaillard      | 13     |
| 114  | Egon Hofmann            | 13     |
| 115  | Maxim Bulgakov          | 12     |
| 116  | Gerhard Urain           | 12     |
| 117  | Sami Jauhojärvi         | 12     |
| 118  | Tom Reichelt            | 11     |
| 119  | Shunsuke Komamura       | 11     |
| 120  | Teemu Kattilakoski      | 10     |
| 121  | Osamu Yamagishi         | 10     |
| 122  | Sami Pietilä            | 10     |
| 123  | Fredrik Byström         | 10     |
| 124  | Andrei Golowko          | 9      |
| 125  | Nikolai Bolschakow      | 9      |
| 126  | Peter Eden              | 9      |
| 127  | Arne Mortensen          | 9      |
| 128  | Bruno Debertolis        | 8      |
| 129  | Remo Fischer            | 8      |
| 130  | Michail Dewjatjarow     | 7      |
| 131  | Petr Michl              | 7      |
| 132  | Kristian Horntvedt      | 7      |
| 133  | Frode Andresen          | 7      |
| 134  | Dmitriy Liashenko       | 6      |
| 135  | Jirka Ilomäki           | 6      |
| 136  | Maciej Kreczmer         | 5      |
| 137  | Martin Møller           | 5      |
| 138  | Wladimir Wilissow       | 4      |
| 139  | Katsuhito Ebisawa       | 4      |
| 140  | Andreas Stitzl          | 4      |
| 141  | Lars Carlsson           | 3      |
| 142  | Kusti Kittilä           | 3      |
| 143  | Anders Aukland          | 3      |
| 144  | Johannes Eder           | 3      |
| 145  | Kuisma Taipale          | 3      |
| 146  | Stein Vidar Thun        | 3      |
| 147  | Johannes Bredl          | 2      |
| 148  | Paul Murray             | 2      |
| 149  | Carl Swenson            | 2      |
| 150  | Raul Olle               | 2      |
| 151  | Rikard Grip             | 2      |
| 152  | Kalle Lassila           | 2      |
| 153  | Andrey Schlyundikov     | 2      |
| 154  | Tomio Kanamaru          | 1      |
| 155  | Geir Ludvig Aasen Ouren | 1      |
| 156  | Matti Heikkinen         | 1      |
| 157  | Beat Koch               | 1      |
| 158  | Juha Bäck               | 1      |
| 159  | Benjamin Seifert        | 1      |

| Rang | Name                | Punkte |
| ---- | ------------------- | ------ |
| 1    | Axel Teichmann      | 552    |
| 2    | Vincent Vittoz      | 506    |
| 3    | Tobias Angerer      | 402    |
| 4    | René Sommerfeldt    | 374    |
| 5    | Giorgio Di Centa    | 354    |
| 6    | Jewgeni Dementjew   | 351    |
| 7    | Mathias Fredriksson | 350    |
| 8    | Jens Filbrich       | 320    |
| 9    | Lukáš Bauer         | 319    |
| 10   | Andrus Veerpalu     | 302    |

| Rang | Name                | Punkte |
| ---- | ------------------- | ------ |
| 1    | Tor Arne Hetland    | 564    |
| 2    | Eldar Rønning       | 327    |
| 3    | Trond Iversen       | 281    |
| 4    | Thobias Fredriksson | 267    |
| 5    | Børre Næss          | 265    |
| 6    | Björn Lind          | 256    |
| 7    | Johan Kjølstad      | 251    |
| 8    | Jens Arne Svartedal | 234    |
| 9    | Ola Vigen Hattestad | 182    |
| 10   | Keijo Kurttila      | 171    |

## Frauen

### Podestplätze Frauen
| Datum                                                                         | Austragungsort                   | Disziplin                  | Sieger                                                                                                | Zweiter                                                                                       | Dritter                                                                                              | Gelbes Trikot |
| ----------------------------------------------------------------------------- | -------------------------------- | -------------------------- | --- | --------------------------------------------------------------------------------------------- | --- | ------------- |
| 23.10.2004                                                                    | Düsseldorf                       | Sprint Freistil            | Marit Bjørgen                                                                                         | Anna Dahlberg                                                                                 | Gabriella Paruzzi                                                                                    | Marit Bjørgen |
| 24.10.2004                                                                    | Düsseldorf                       | Teamsprint Freistil        | Norwegen IHilde Gjermundshaug Pedersen Marit Bjørgen                                                  | Deutschland IIManuela Henkel Evi Sachenbacher-Stehle                                          | Italien IArianna Follis Gabriella Paruzzi                                                            | Marit Bjørgen |
| 20.11.2004                                                                    | Gällivare (Ersatz für Östersund) | 10 km klassisch            | Marit Bjørgen                                                                                         | Kristina Šmigun                                                                               | Virpi Kuitunen                                                                                       | Marit Bjørgen |
| 21.11.2004                                                                    | Gällivare (Ersatz für Östersund) | 4 × 5 km Staffel           | Norwegen IKine Beate Bjørnås Vibeke Skofterud Hilde Gjermundshaug Pedersen Marit Bjørgen              | FinnlandKirsi Välimaa Virpi Kuitunen Aino-Kaisa Saarinen Riitta-Liisa Roponen                 | DeutschlandStefanie Böhler Evi Sachenbacher-Stehle Anke Reschwamm-Schulze Claudia Künzel             | Marit Bjørgen |
| 26.11.2004                                                                    | Kuusamo                          | 10 km Freistil             | Kateřina Neumannová                                                                                   | Kristina Šmigun                                                                               | Natalia Baranova-Masolkina                                                                           | Marit Bjørgen |
| 28.11.2004                                                                    | Kuusamo                          | 10 km klassisch            | Kristina Šmigun                                                                                       | Kateřina Neumannová                                                                           | Marit Bjørgen                                                                                        | Marit Bjørgen |
| 04.12.2004                                                                    | Bern                             | Sprint Freistil            | Marit Bjørgen                                                                                         | Claudia Künzel                                                                                | Ella Gjømle                                                                                          | Marit Bjørgen |
| 05.12.2004                                                                    | Bern                             | Teamsprint Freistil        | Norwegen IElla Gjømle Marit Bjørgen                                                                   | Deutschland IStefanie Böhler Claudia Künzel                                                   | Italien IArianna Follis Gabriella Paruzzi                                                            | Marit Bjørgen |
| 11.12.2004                                                                    | Lago di Tesero                   | 15 km Skiathlon            | Marit Bjørgen                                                                                         | Kristina Šmigun                                                                               | Gabriella Paruzzi                                                                                    | Marit Bjørgen |
| 12.12.2004                                                                    | Lago di Tesero                   | 4 × 5 km Staffel           | Russland ILarissa Kurkina Natalja Baranowa-Massalkina Jewgenija Medwedewa-Arbusowa Julija Tschepalowa | DeutschlandManuela Henkel Claudia Künzel Stefanie Böhler Evi Sachenbacher-Stehle              | NorwegenKine Beate Bjørnås Vibeke Skofterud Hilde Gjermundshaug Pedersen Marit Bjørgen               | Marit Bjørgen |
| 14.12.2004                                                                    | Asiago                           | Sprint klassisch           | Marit Bjørgen                                                                                         | Virpi Kuitunen                                                                                | Ella Gjømle                                                                                          | Marit Bjørgen |
| 15.12.2004                                                                    | Asiago                           | Teamsprint klassisch       | NorwegenElla Gjømle Marit Bjørgen                                                                     | FinnlandAino-Kaisa Saarinen Virpi Kuitunen                                                    | SchwedenElin Ek Anna Dahlberg                                                                        | Marit Bjørgen |
| 18.12.2004                                                                    | Ramsau                           | 15 km Freistil Massenstart | Kristina Šmigun                                                                                       | Kristin Størmer Steira                                                                        | Jewgenija Medwedewa-Arbusowa                                                                         | Marit Bjørgen |
| 08.01.2005                                                                    | Otepää                           | 10 km klassisch            | Marit Bjørgen                                                                                         | Hilde Gjermundshaug Pedersen                                                                  | Kateřina Neumannová                                                                                  | Marit Bjørgen |
| 15.01.2005                                                                    | Nové Město                       | 10 km Freistil             | Kateřina Neumannová                                                                                   | Marit Bjørgen                                                                                 | Julija Tschepalowa                                                                                   | Marit Bjørgen |
| 16.01.2005                                                                    | Nové Město (Ersatz für Prag)     | Sprint Freistil            | Marit Bjørgen                                                                                         | Pirjo Manninen                                                                                | Claudia Künzel                                                                                       | Marit Bjørgen |
| 22.01.2005                                                                    | Pragelato                        | 15 km Skiathlon            | Kristin Størmer Steira                                                                                | Kateřina Neumannová                                                                           | Claudia Künzel                                                                                       | Marit Bjørgen |
| 23.01.2005                                                                    | Pragelato                        | Teamsprint klassisch       | Deutschland Viola Bauer Claudia Künzel                                                                | Schweden Emelie Öhrstig Anna Dahlberg                                                         | Finnland Aino-Kaisa Saarinen Pirjo Manninen                                                          | Marit Bjørgen |
| 12.02.2005                                                                    | Reit im Winkl                    | 10 km Freistil             | Jewgenija Medwedewa-Arbusowa                                                                          | Olga Sawjalowa                                                                                | Julija Tschepalowa                                                                                   | Marit Bjørgen |
| 13.02.2005                                                                    | Reit im Winkl                    | Sprint klassisch           | Virpi Kuitunen                                                                                        | Marit Bjørgen                                                                                 | Anna Dahlberg                                                                                        | Marit Bjørgen |
| 16. bis 27. Februar 2005 – 45. Nordische Skiweltmeisterschaften in Oberstdorf |                                  |                            | |                                                                                               | | Marit Bjørgen |
| 05.03.2005                                                                    | Lahti (Ersatz für Otepää)        | Sprint klassisch           | Lina Andersson                                                                                        | Kirsi Välimaa                                                                                 | Virpi Kuitunen                                                                                       | Marit Bjørgen |
| 06.03.2005                                                                    | Lahti                            | 10 km Freistil             | Julija Tschepalowa                                                                                    | Kateřina Neumannová                                                                           | Karine Philippot                                                                                     | Marit Bjørgen |
| 09.03.2005                                                                    | Drammen                          | Sprint klassisch           | Virpi Kuitunen                                                                                        | Lina Andersson                                                                                | Anna Dahlberg                                                                                        | Marit Bjørgen |
| 12.03.2005                                                                    | Oslo                             | 30 km klassisch            | Marit Bjørgen                                                                                         | Kateřina Neumannová                                                                           | Virpi Kuitunen                                                                                       | Marit Bjørgen |
| 16.03.2005                                                                    | Göteborg                         | Sprint Freistil            | Marit Bjørgen                                                                                         | Aino-Kaisa Saarinen                                                                           | Virpi Kuitunen                                                                                       | Marit Bjørgen |
| 19.03.2005                                                                    | Falun                            | 15 km Skiathlon            | Marit Bjørgen                                                                                         | Kateřina Neumannová                                                                           | Julija Tschepalowa                                                                                   | Marit Bjørgen |
| 20.03.2005                                                                    | Falun                            | 4 × 5 km Staffel           | Finnland Aino-Kaisa Saarinen Kirsi Välimaa Riitta-Liisa Roponen Virpi Kuitunen                        | Norwegen Kine Beate Bjørnås Hilde Gjermundshaug Pedersen Kristin Mürer Stemland Marit Bjørgen | Russland Larissa Kurkina Natalja Baranowa-Massalkina Jewgenija Medwedewa-Arbusowa Julija Tschepalowa | Marit Bjørgen |

### Verlauf Disziplinweltcups

#### Sprint
| Datum                                              | Ort           | Disziplin        | Rennsieger     | Rotes Trikot  |
| -------------------------------------------------- | ------------- | ---------------- | -------------- | ------------- |
| 23.10.2004                                         | Düsseldorf    | Sprint Freistil  | Marit Bjørgen  | Marit Bjørgen |
| 04.12.2004                                         | Bern          | Sprint Freistil  | Marit Bjørgen  | Marit Bjørgen |
| 14.12.2004                                         | Asiago        | Sprint klassisch | Marit Bjørgen  | Marit Bjørgen |
| 16.01.2005                                         | Nové Město    | Sprint Freistil  | Marit Bjørgen  | Marit Bjørgen |
| 13.02.2005                                         | Reit im Winkl | Sprint klassisch | Virpi Kuitunen | Marit Bjørgen |
| 45. Nordische Skiweltmeisterschaften in Oberstdorf |               |                  |                | Marit Bjørgen |
| 05.03.2005                                         | Lahti         | Sprint klassisch | Lina Andersson | Marit Bjørgen |
| 09.03.2005                                         | Drammen       | Sprint klassisch | Virpi Kuitunen | Marit Bjørgen |
| 16.03.2005                                         | Göteborg      | Sprint Freistil  | Marit Bjørgen  | Marit Bjørgen |

#### Distanz
| Datum                                              | Ort            | Disziplin                  | Rennsieger                   | Rotes Trikot        |
| -------------------------------------------------- | -------------- | -------------------------- | ---------------------------- | ------------------- |
| 20.11.2004                                         | Gällivare      | 10 km klassisch            | Marit Bjørgen                | Marit Bjørgen       |
| 26.11.2004                                         | Kuusamo        | 10 km Freistil             | Kateřina Neumannová          | Kristina Šmigun     |
| 28.11.2004                                         | Kuusamo        | 10 km klassisch            | Kristina Šmigun              | Kristina Šmigun     |
| 11.12.2004                                         | Lago di Tesero | 15 km Skiathlon            | Marit Bjørgen                | Kristina Šmigun     |
| 18.12.2004                                         | Ramsau         | 15 km Freistil Massenstart | Kristina Šmigun              | Kristina Šmigun     |
| 08.01.2005                                         | Otepää         | 10 km klassisch            | Marit Bjørgen                | Kristina Šmigun     |
| 15.01.2005                                         | Nové Město     | 10 km Freistil             | Kateřina Neumannová          | Kristina Šmigun     |
| 22.01.2005                                         | Pragelato      | 15 km Skiathlon            | Kristin Størmer Steira       | Kristina Šmigun     |
| 12.02.2005                                         | Reit im Winkl  | 10 km Freistil             | Jewgenija Medwedewa-Arbusowa | Kristina Šmigun     |
| 45. Nordische Skiweltmeisterschaften in Oberstdorf |                |                            |                              | Kristina Šmigun     |
| 06.03.2005                                         | Lahti          | 10 km Freistil             | Julija Tschepalowa           | Kristina Šmigun     |
| 12.03.2005                                         | Oslo           | 30 km klassisch            | Marit Bjørgen                | Kateřina Neumannová |
| 19.03.2005                                         | Falun          | 15 km Skiathlon            | Marit Bjørgen                | Marit Bjørgen       |

### Weltcupstände Frauen
| Rang | Name                         | Punkte |
| ---- | ---------------------------- | ------ |
| 1    | Marit Bjørgen                | 1320   |
| 2    | Kateřina Neumannová          | 751    |
| 3    | Virpi Kuitunen               | 726    |
| 4    | Kristina Šmigun              | 643    |
| 5    | Claudia Künzel               | 613    |
| 6    | Hilde Gjermundshaug Pedersen | 552    |
| 7    | Julija Tschepalowa           | 530    |
| 8    | Aino-Kaisa Saarinen          | 484    |
| 9    | Natalja Baranowa-Massalkina  | 431    |
| 10   | Gabriella Paruzzi            | 397    |
| 11   | Anna Dahlberg                | 347    |
| 12   | Kristin Størmer Steira       | 311    |
| 13   | Petra Majdič                 | 304    |
| 14   | Evi Sachenbacher             | 289    |
| 15   | Lina Andersson               | 261    |
| 16   | Riitta-Liisa Roponen         | 259    |
| 17   | Jewgenija Medwedewa-Arbusowa | 258    |
| 18   | Beckie Scott                 | 257    |
| 19   | Walentyna Schewtschenko      | 250    |
| 20   | Larissa Kurkina              | 246    |
| 21   | Pirjo Muranen                | 232    |
| 22   | Sabina Valbusa               | 230    |
| 23   | Ella Gjømle Berg             | 227    |
| 24   | Kirsi Välimaa                | 213    |
| 25   | Emelie Öhrstig               | 210    |
| 26   | Sara Renner                  | 181    |
| 27   | Kine Beate Bjørnås           | 174    |
| 28   | Vibeke Skofterud             | 157    |
| 29   | Aljona Sidko                 | 156    |
| 30   | Olga Sawjalowa               | 145    |
| 31   | Stefanie Böhler              | 140    |
| 32   | Viola Bauer                  | 133    |
| 33   | Cristina Kelder              | 125    |
| 34   | Karine Laurent Philippot     | 124    |
| 35   | Guro Strøm Solli             | 123    |

| Rang | Name                           | Punkte |
| ---- | ------------------------------ | ------ |
| 36   | Kirsi Perälä                   | 120    |
| 37   | Seraina Mischol                | 114    |
| 38   | Oxana Jazkaja                  | 108    |
| 39   | Mona-Liisa Malvalehto          | 104    |
| 40   | Manuela Henkel                 | 104    |
| 41   | Swetlana Malachowa-Schischkina | 104    |
| 42   | Elin Ek                        | 103    |
| 43   | Kati Sundqvist                 | 101    |
| 44   | Justyna Kowalczyk              | 98     |
| 45   | Irina Chasowa                  | 93     |
| 46   | Jekaterina Woronzowa           | 88     |
| 47   | Natalja Korosteljowa           | 76     |
| 48   | Arianna Follis                 | 75     |
| 49   | Kristin Mürer Stemland         | 71     |
| 50   | Anke Reschwamm-Schulze         | 66     |
| 51   | Aurélie Storti                 | 64     |
| 52   | Laurence Rochat                | 63     |
| 53   | Madoka Natsumi                 | 60     |
| 54   | Karin Moroder                  | 53     |
| 55   | Jelena Buruchina               | 48     |
| 56   | Minna Apajalahti               | 46     |
| 57   | Natascia Leonardi Cortesi      | 36     |
| 58   | Wolha Wassiljonak              | 35     |
| 59   | Nobuko Fukuda                  | 35     |
| 60   | Émilie Vina                    | 34     |
| 61   | Élodie Bourgeois-Pin           | 31     |
| 62   | Sumiko Yokoyama                | 28     |
| 63   | Ann-Eli Tafjord                | 27     |
| 64   | Riikka Sarasoja-Lilja          | 27     |
| 65   | Ingrid Urdahl                  | 24     |
| 66   | Annmari Viljanmaa              | 24     |
| 67   | Ine Wigernæs                   | 24     |
| 68   | Sigrid Aas                     | 23     |
| 69   | Marianna Longa                 | 21     |
| 70   | Wita Jakymtschuk               | 20     |

| Rang | Name                        | Punkte |
| ---- | --------------------------- | ------ |
| 71   | Barbara Moriggl             | 20     |
| 72   | Isabel Klaus                | 19     |
| 73   | Kamila Rajdlová             | 17     |
| 74   | Flurina Bachmann            | 17     |
| 75   | Wiktoryia Lapazina          | 16     |
| 76   | Satu Salonen                | 16     |
| 77   | Therese Engen               | 14     |
| 78   | Antonella Confortola Wyatt  | 14     |
| 79   | Jekaterina Winogradowa      | 12     |
| 80   | Aurelie Jaeggy              | 11     |
| 81   | Natalja Sjatikowa           | 11     |
| 82   | Barbara Feichtner           | 11     |
| 83   | Anna-Karin Strömstedt       | 11     |
| 84   | Nicole Fessel               | 10     |
| 85   | Andreja Mali                | 9      |
| 86   | Magda Genuin                | 9      |
| 87   | Jelena Kolomina             | 9      |
| 88   | Masako Ishida               | 8      |
| 89   | Milaine Thériault           | 7      |
| 90   | Astrid Jacobsen             | 7      |
| 91   | Silja Suija                 | 6      |
| 92   | Anita Olsen Katnosa         | 6      |
| 93   | Olga Rotschewa              | 4      |
| 94   | Jelena Wolodina             | 4      |
| 95   | Chizuru Soneta              | 4      |
| 96   | Wendy Kay Wagner            | 3      |
| 97   | Kina Swiden                 | 2      |
| 98   | Anna Santer                 | 2      |
| 99   | Ingvild Aas                 | 2      |
| 99   | Marlene Dahlberg Grön       | 2      |
| 99   | Katja Ruotsalainen Hiipakka | 2      |
| 99   | Doris Trachsel              | 2      |
| 103  | Marjo Korander              | 1      |
| 103  | Heli Peltonen               | 1      |

| Rang | Name                         | Punkte |
| ---- | ---------------------------- | ------ |
| 1    | Marit Bjørgen                | 740    |
| 2    | Kateřina Neumannová          | 727    |
| 3    | Kristina Šmigun              | 641    |
| 4    | Julija Tschepalowa           | 521    |
| 5    | Natalja Baranowa-Massalkina  | 397    |
| 6    | Hilde Gjermundshaug Pedersen | 387    |
| 7    | Claudia Künzel               | 343    |
| 8    | Virpi Kuitunen               | 313    |
| 9    | Kristin Størmer Steira       | 311    |
| 10   | Gabriella Paruzzi            | 305    |

| Rang | Name                         | Punkte |
| ---- | ---------------------------- | ------ |
| 1    | Marit Bjørgen                | 625    |
| 2    | Virpi Kuitunen               | 415    |
| 3    | Anna Dahlberg                | 385    |
| 4    | Aino-Kaisa Saarinen          | 290    |
| 5    | Claudia Künzel               | 270    |
| 6    | Lina Andersson               | 236    |
| 7    | Pirjo Manninen               | 232    |
| 8    | Ella Gjømle                  | 218    |
| 9    | Emelie Öhrstig               | 218    |
| 10   | Hilde Gjermundshaug Pedersen | 165    |